# (1155) Aënna
(1155) Aënna ist ein Asteroid des Hauptgürtels, der am 26. Januar 1928 vom deutschen Astronomen Karl Wilhelm Reinmuth während seiner Arbeiten am Observatorium auf dem Königstuhl bei Heidelberg entdeckt wurde. 
Der Name ist abgeleitet von den Buchstaben AN als Abkürzung für Astronomische Nachrichten.